# Gin Daisy
Gin Daisy é uma bebida alcoólica, ou um coquetel a base de gim, grenadina e limão.

## Ingredientes
- suco de meio limão.
- 1 colher (sopa) de Grenadine.
- 1 dose de gim.
- soda para completar.
- 2 cerejas.

## Preparo
Quebre três pedras de gelo. Coloque-as numa coqueteleira com o suco de limão, o grenadine e o gim. Bata bem todos os ingredientes. Coloque a bebida em copo próprio e complete-o até a borda com a soda. Guarneça com as cerejas. Sirva com canudo.